# Тео Линген
Тео Линген (Хановер, 10. јун 1903 — Беч, 10. новембар 1978), рођен као Франц Теодор Шмиц био је немачки глумац, филмски редитељ и сценариста. Наступао је у више од 230 филмова између 1929. и 1978. године, а режирао је 21 филм између 1936. и 1960.

## Живот и каријера
Линген је рођен као син адвоката у Хановеру где је и одрастао. Похађао је Краљевску Гете гимназију – претходницу Гетеове школе – у Хановеру. Његов позоришни таленат откривен је на пробама за школску представу у позоришту на булевару Шаубург.
На почетку своје професионалне сценске каријере, млади глумац је као уметничко име усвојио своје средње име заједно са оним из родног места његовог оца, Лингена у севернонемачком региону Емсланд. Као "Тео Линген" наступао је у позориштима у Хановеру, Халберштату, Минстеру и Франкфурту у представама као што Важно је звати се Ернест врло брзо је стекао репутацију врхунског карактерног комичара, који се одликује карактеристичним назалним говором. Ова одлика га је пратила када је 1929. почео да се појављује у филмовима, често заједно са бечким глумцем Хансом Мозером, пошто су заједно чинили контрастни пар. Године 1929. позвао га је Бертолт Брехт у  Берлин, где је наступио у Опера за три гроша. Глумио је у драмским филмовима као што су М и Тестамент др Мабусеа у режији Фрица Ланга.
У фебруару 1928, Лингенова ћерка, Урсула, рођена је од дотадашње супруге Бертолда Брехта Маријане Зоф (1893–1984). Брехт и Зоф су се развели у септембру; Линген и Зоф су се венчали касније исте године, одгајали су и Зофову старију ћерку Хану. Услови су се погоршали након Махтерграјфунга (Machtergreifung) од 30. јануара 1933. Пошто је Зоф била јеврејског порекла, што је под нацистичким режимом обично резултирало професионалном дисквалификацијом, Линген је размишљао о одласку у изгнанство. Међутим, због његове велике популарности у широј јавности добио је посебну дозволу од министра пропаганде Јозефа Гебелса да настави да наступа и тако је успео да заштити своју супругу од прогона. Густаф Грундгенс је 1936. поставио Лингена у ансамбл Пруског државног позоришта у Берлину. Такође је режирао филмове попут Срећа је најважнија (1941) са Хајнцом Руманом у главној улози.
Године 1944. Линген се преселио у Беч, а због приближавања Црвене армије, повукао се у своју колибу у Штроблу на Волфгангзеу. Овде је неколико дана у мају 1945. деловао као де факто градоначелник, када је успео да развласти локалне нацистичке власти и преда се војсци САД у Ст. Гилгену. Лингенове мере су праћене ослобађањем белгијског краља Леополда Трећег и његове супруге од стране 106. коњичког пука.
После рата постао је натурализовани аустријски држављанин, а од 1948. радио је као карактерни глумац у бечком Бургтеатру и често се појављивао на сцени у Немачкој, посебно у сатирима Карла Штернхајма у режији Рудолфа Нолтеа. Наставио је и своју филмску каријеру, наступајући у бројним комедијама различитог квалитета, у својим каснијим данима 1970-их и на телевизији, на пример као најављивач филмова о Станлију и Олију.
Тео Линген је преминуо од рака 1978. године у 75. години у Бечу. Град Беч му је посветио гроб у Средишњем бечком гробљу. Општине Штробл и Линген (2007. године) назвале су тргове његовим именом.

## Изабрана филмографија
- Листа филмова у којима је глумио и које је режирао налази се на Википедијиној страници на енглеском језику